# Римский-Корсаков, Владимир Николаевич (скрипач)
Владимир Николаевич Римский-Корсаков (13 [25] января 1882, Санкт-Петербург ― 25 июня 1970, Ленинград) ― русский и советский скрипач, музыкальный педагог.

## Биография
Родился в Санкт-Петербурге 13 (25) января 1882 года. Был младшим сыном Николая Андреевича Римского-Корсакова.
В 1894―1900 годах учился в Гимназии Карла Мая. В 1906 году окончил юридический факультет Императорского Санкт-Петербургского университета и в 1910―1917 годах работал в канцелярии Государственного совета.
Игре на скрипке с 1894 года обучался у В. А. Золотарёва и П. А. Краснокутского. В 1901―1915 годах занимался в Санкт-Петербургской консерватории у Л. С. Ауэра и Н. В. Галкина.
В 1920―1941 годах был альтистом оркестра Ленинградской филармонии, затем работал в Ленинградском театре драмы им. А. С. Пушкина; преподавал в Ленинградском областном педагогическом училище и в школах, а в 1944―1958 гг. ― в Ленинградском институте театра и музыки. Работал над изучением архивов Николая Андреевича и Андрея Николаевича Римских-Корсаковых. Был членом редакционной коллегии Академического собрания сочинений Н. А. Римского-Корсакова (с 1944), автором статей и различных публикаций, посвящённых главным образом жизни и творчеству своего отца. Был одним из организаторов Музея-квартиры Н. А. Римского-Корсакова в Ленинграде.
Скончался 25 июня 1970 года после непродолжительной болезни. Непосредственно перед смертью работал над материалами архива своего отца.